# 제3세계
제3세계(第三世界, 영어: Third World)는 1960년대 미국과 소련의 냉전에 가담하지 않고 중립을 표명한 개발도상국을 통틀어서 부르는 세력으로, 이들이 비동맹주의를 채택했다. 비동맹주의에서 많은 군사 블록과 협약 및 조약 등을 파기하고 불참했기에 비협약 중립 노선이라고 서술하기도 한다. 1991년 소련이 해체되고 제2세계가 붕괴되자, 정치적인 의미와 함께 경제적 의미로도 많이 사용되며, 지역적으로 라틴아메리카, 아시아, 아프리카 등에 편재되어 있고, 현재는 개발도상국과 동일한 의미로 사용된다.
제3세계는 제2차 세계대전 이후부터 1960년대까지는 비동맹운동, 상호연대를 통해 미·소 지배의 세계질서에 대항하였고 1970년대에는 선진국들에 대한 경제적 종속에서 탈피하기 위해 남남(南南)협력을 추구하고 서로의 유대를 강화하였다. 하지만 경제발전이 진행되면서 제3세계 국가들 내부의 빈부격차가 드러나자 결속력이 쇠력하게 되었다. 제 3세계의 국가들은 민족주의와 이상주의를 특징으로 하며 경제적, 사회적 발전을 위해 노력한다.

## 배경과 발전과정
제3세계는 냉전이라는 특수한 환경과 식민지 지배라는 공통적인 역사, 그리고 국가의 수에 따라 결의가 이루어지는 국제 연합(U.N.) 등의 국제기구의 취약점 때문에 등장하게 되었다. 제3세계는 1952년 12월 아시아-아랍 12개국 회의에서 비롯되었으며, 1954년 인도 대표 네루(Nehru)와 중화인민공화국 대표 저우언라이(周恩來)의 평화 5원칙선언과 1955년 4월의 반둥회의로 발전하여 현재에 이르게 되었다.
제3세계란 제2차대전 후 열강의 식민지 내지 반식민지(半植民地)적 지배에서 해방된 아시아·아프리카·라틴 아메리카 3대륙의 신생국 그룹을 말한다. 따라서 제3세계에 속하는 국가들의 공통분모는 그들의 다양한 이해관계와 정책노선에도 불구하고 주로 민족해방운동을 통한 정치적 독립과 신식민지주의 예속에서 벗어나기 위한 경제적 발전을 추구한다. 이를 위해서 무엇보다도 비동맹·중립주의의 입장을 취하고 있는데, 여기에 제3세계의 국제적 특성이 있다.
이처럼 제3세계에 속하는 국가들이 비동맹·중립주의 노선을 취하게 된 이유는 오랜 식민지 지배의 굴레에서 해방된 신생국가들이 세계사적 전후의 국제상황 전개에 주체 적·능동적으로 참여하면서 긴 세월 동안 소외되고 희생되었던 역사적 과거에 대한 민족적 각성의 발로요, 이의 행동화를 천명한 정책설정이었다.
이같은 역사적 배경을 가진 비동맹·중립주의의 생성과 발전단계를 살필 경우, 이의 효시를 인도의 '네루외교(外交)'에서 찾게 된다. 초기 네루외교의 특징은 양대 강국의 이데올로기 분쟁에서 초연한 입장을 취하는데 있었다. 네루외교의 철학은 "어떠한 진영에도 가담하지 않는 것이 외교적 분규를 벗어나는 길이며, 남의 싸움에 개입치 않으며 국제적 분규에 개입하는 것이 적으면 적을수록 좋다"라는 것이었다. 네루의 '블록불가담(Non－Alignment with Blocks'원칙은 그후 1954년 4월 중국 저우언라이(周恩來)와의 회담에서 합의된 평화5원칙의 확립에 의해 보다 적극적인 차원으로 발전되었다. 이 평화 5원칙은 1955년 4월에 열린 반둥회의의 기본원칙으로 되었고, 반제·반식민·평화공존·아시아·아프리카 연대를 기조로 하는 반둥정신을 확립시켰다.
반둥회의를 계기로 비동맹주의는 아시아에서 아랍·아프리카권으로 확대되었고 다시 라틴 아메리카로 확산되었는데, 이 원칙과 정책은 비동맹제국 수뇌회의라는 기구를 통해 전개되었다.

## 개념규정
100여 개국과 30억 가까운 인구를 가진 이른바 제3세계는 오늘날 국제정치 무대에서 강력한 발언권을 행사하고 있다. 유엔회원국의 4분의 3을 차지하고 있는 사실만으로 이 그룹이 국제정치 사회에서 수행하고 있는 커다란 역할을 짐작할 수 있다. 냉전의 정점기였던 1950년대 초부터 하나의 새로운 세력으로 등장한 이 제3세계는 제나름의 특성을 갖고 있다. 제3세계란 일반적으로 비서방·비공산·비동맹 개발도상국가들 (nonEuropean, nonCommunism, nonAligend, underdeveloped nations)을 가리킨다. 즉, 제1세계(선진자본주의 국가군)와 제2세계(공업화를 달성한 소련 및 동구 공산국가)를 제외한 나머지 국가들을 말하는데, 이는 주로 서구적 개념규정이다.
소련도 이와 비슷하게 분류하면서 제1세계를 미국·영국·프랑스·서독·일본 등 선진 자본주의 국가로 하고 제2세계를 소·중국·동구 등 사회주의 블록으로 하며, 나머지 아시아·아프리카·라틴 아메리카를 제3세계로 보았다. 중국은 서구 및 소련과는 달리 제3세계를 '세계 혁명의 폭풍의 주요지대', '반제투쟁의 주요세력'이라 규정하며 제1세계에 미·소의 두 초대강국을 넣고, 제2세계엔 서구 자본주의 국가와 일본 및 동구국가를 포함시키고, 제3세계에는 아시아·아프리카·라틴 아메리카에 중국까지 넣어 구분하고 있다. 중국의 이같은 구분태도는 중국이 제3세계의 후원자임을 자처하면서 이 지역에 대한 미·소의 진출과 영향력을 봉쇄하려는 저의에서 나온 것이라 하겠다. 소련의 경우, 스탈린 시대엔 이 제3세계의 존재를 인정하지 않았는데 소련으로서는 오직 공산주의 진영과 비공산주의 진영의 두 진영이 있을뿐, 제3의 존재란 있을 수 없다는 것이었다. 그후 흐루시초프시대의 소련은 평화공존론(平和共存論)에 입각하여 제3세계가 불가피하게 사회주의 진영에 가담하리라고 낙관적으로 생각했다. 그러나 이런 계획은 인도네시아의 1965년 9·30사건을 계기로 허물어지고 말았다. 비자본주의적 발전단계에서 사회주의적 발전으로 직결되지 않는다는 것이 이 사건으로 증명되었으며, 소련은 이런 현실적 실패 위에서 다시 '사회주의 오리엔테이션 제국가론(諸國家論)'이라는 것을 내세웠다. 그 후 브레즈네프 정권이 들어서자 소련은 기존 정권과의 유대를 강화하는 한편, 그간 소홀히 했던 민족해방운동도 적극 지원하는 정책을 취하게 되었다.
이렇게 되자 기존 정권은 소련, 민족해방투쟁은 중국이라는 종래의 패턴과 한계가 그만 뒤얽히게 되었고, 제3세계에 대한 중·소의 헤게모니 쟁탈전은 더욱 치열화했다.
한편 미국은 델레스식 사고에 따라 "중립은 부도덕하다"는 관점에서 제3세계를 경원했다. 그러다가 정책을 전환하여 친서방적 경향의 신생국가들이 중립주의를 표방할 수 있는 기회를 제공, 이 지역에 적극적으로 진출하기 시작했다.
소련이 제3세계를 제편으로 끌어들이는 한편 중국을 배제하기 위해 민족주의 국가론, 사회주의 오리엔테이션 제국가론, 아시아 집단안보구상을 들고나온 것에 맞서, 중국도 중간지대론(中間地帶論), 신(新)중간지대론, 신 제3세계론을 내세웠다. 중국은 처음 중간지대론을 주장했는데, 이는 중·소를 비롯한 이른바 사회주의 진영을 하나의 극(極)으로 하고 이와 대립되는 한 극에 이른바 제국주의가 있고, 그 중간에 제1(개발도상국)과 제2(선진국)그룹이 존재한다고 규정한 이론이다.
그후 미제국주의와 소련사회제국주의(社會帝國主義)를 중국의 2대 적으로 보고, 다시 소련을 제1공적(公敵)으로 규정하면서 종래의 중간지대론을 수정하게 되었다. 왜냐하면 이 중간지대론은 중·소는 같은 진영으로 하였고, 중·소와 미국 양진영 사이에 존재하는 모든 국가를 중간지대로 불렀기 때문이다. 그런데 신중간지대론에서는 종전의 중·소를 비롯한 사회주의 진영이 아니라 미국과 소련의 두 초대국을 한 극으로 하고 이에 대립하는 한 극에 중국 및 약간의 '사회주의 국가(알바니아 등)'를 대치시키고 그 중간에 중간지대가 존재한다고 했다. 그러다가 새로운 제3세계론을 제기했다. 1974년 5월 유엔자원특별총회(資源特別總會)에서 등소평은 "현재의 세계는 사실상 상호관련되면서도 모순되고 있는 3개의 방면, 3개의 세계가 존재하고 있다. 미국과 소련이 제1세계이고, 아시아·아프리카·라틴 아메리카, 기타 지역의 발전 도상국이 제3세계이며, 이 양자의 사이에 있는 선진국이 제2세계이다"라고 선언했다. 중국의 이 이론은 "전후의 어떤 시기에 존재하였던 사회주의진영은 사회제국주의(소련)의 출현으로 이미 존재하지 않게 되었다"는 전제에 입각하여 종전의 소위 제국주의 대 사회주의라는 2진영론 이론을 청산한 후 제3세계의 역량을 높이 평가했다. 그리고 스스로 '사회주의 개발도상국'으로 부르면서 제3세계의 지도권을 장악하려는 의도를 명백히 했다.
그런데 친중국적 입장을 취해 왔던 알바니아는 중국의 제3세계론을 '몰계급적·몰자본주의적 분석'이라고 비난했다. 중국식 구분은 '사회주의와 자본주의의 구별을 혼란시키고, 대중투쟁의 방향을 빗나가게 하여 프롤레타리아트의 혁명정신에 찬물을 끼얹는다'는 것이다.
제3세계의 개념규정이 이처럼 엇갈리고 있는 데서 알 수 있듯이, 오늘날 제3세계는 하나의 공동 이데올로기를 갖는 행동주체로서 규정하기 어려울 만큼 내부사정이 복잡 미묘하며, 통합 요인과 대립·분열 요인이 혼재해 있다.

## 제3세계의 당면한 문제
비동맹그룹이 확대강화됨에 따라 내부적인 대립과 갈등, 블록화 경향이 날로 심화되어 가고 있는 데 제3세계가 당면하고 있는 가장 큰 어려움이 있다. '싸우는 비동맹그룹'의 기수로 자처해 왔던 좌경강경파에 대립하는 온건보수파의 등장이 바로 그것이다. 강경파는 주로 반미(反美)·반서방과 친소(親蘇)나 친중국노선을 취해 왔던 것인데, 온건파는 이와 반대로 친미·친서방적인 입장을 취하고 있다.
이같은 강경·온건노선의 대립은 사회주의국가와 비공산국가 간의 모순, 아랍과 아프리카, 아시아 같은 지역적인 차이, 종교적인 분규 등 이질적인 착잡한 요소로 인해 반목과 분열을 한층 심화시키고 있다.
역내(域內) 국가들의 노선과 정치체제상의 차이, 이상의 심각한 문제는 자원국(資源國)과 비자원국간의 빈부의 격차이다. 산유국과 비산유국 간의 갈등은 심각하기 그지 없다. 비산유국들은 "이제 우리는 과거 선진국으로부터 당하던 수탈을 산유국으로부터 당하고 있다"는 불만을 터뜨리고 있다.
이같은 제3세계내의 빈부의 격차 때문에 제3세계 내부에서는 '제4세계(Fourth world)'가 등장하고 있다는 말까지 나오고 있다. 그것은 프랑스혁명 때 등장한 제3신분 혹은 제3계급(시민계급)으로부터 제4계급인 프롤레타리아 계급이 대두하게 되었다는 것과 같은 인식에 입각하고 있다. 실제로 국제연합 통계연감에 의하여 아프리카·아시아 지역의 인구 중 다수가 절대빈곤 계층으로 기아와 질병에 신음하고 있으며 후진성을 탈피 못하고 있다는 조사보고가 나와 있다.
제3세계가 당면하고 있는 또하나의 난점은 리더십의 부재로 인한 구심력의 결여로서 이로 말미암아 본래의 목적을 탈피한 국가이익 추구경향과 소그룹화, 분열화 현상이 점차 증가하고 있다.
제3세계는 이같은 내부적 고민말고도 세찬 외부적 도전을 받고 있다. 강대국들은 비동맹의 정치 세력화에 경계 이상의 대응태세를 취하고 있다. 제3세계의 대두와 비동맹 그룹으로 인해 가장 큰 불이익을 경험한 것은 미국이다. 이 때문에 미국은 '수에만 의존하는 제3세계의 횡포'에 대해 심한 불평을 토로해 온 끝에 반격에 나서고 있다. 미국은 '불만의 정치(Politics of resentment)'를 강력히 추구하는 비동맹그룹에 대해서 식량의 자급(自給), 정부의 민주화를 요구하고 나섰다. 세계의 경제적 생산능력의 측면에서 볼 때 하잘 없는 부분밖에 점하지 못하는 비동맹 그룹이 자립의 노력을 게을리하고 국내의 빈부의 격차나 부패를 시정하지 못할 뿐더러 유엔예산의 분담금(分擔金)이나 IMF 출자부담도 적은 주제에 단순한 숫적 우세만 믿고 강한 발언만 한다는 것이다.
미국을 비롯한 선진국가들의 이와 같은 반발 이상으로 비동맹그룹에 시련을 안겨주고 있는 것은 중·소간의 경쟁적인 침투공작과 영향력 추구이다. 중·소는 제3세계 전략에 광분상태이다. 중·소간의 치열한 지원과 공작은 앙골라 내전, 에티오피아와 소말리아 분쟁 등에 깊숙이 개입되었을 뿐 아니라 날카로운 대립을 드러내었다. 이데올로기의 순결성을 포기한 채 국가이익을 앞세워 소련·쿠바가 어느 한 쪽을 지원하면 중국은 그 반대세력을 지지하며 때로는 미국과 공동전선을 펴는 사태까지 야기시키기도 했다. 강대국들의 이러한 개입과 원조는 불가피하게 비동맹그룹내의 대립과 분열에 박차를 가하는 요인으로 작용하고 있다.

## 같이 보기
- 제2차 냉전
- 제1세계
- 제2세계
- 비동맹 운동
- 77 그룹
- 평화 5원칙선언
- 반둥회의